# Qaysarlı
Qaysarlı è un comune dell'Azerbaigian situato nel distretto di Qax. Conta una popolazione di 323 abitanti.